# マサック郡 (イリノイ州)
マサック郡（英: Massac County）は、アメリカ合衆国イリノイ州の南端に位置する郡である。2010年国勢調査での人口は15,429人であり、2000年の15,161人から1.8％増加した。郡庁所在地はメトロポリス市（人口6,537人）であり、同郡で人口最大の都市でもある。
マサック郡はケンタッキー州に跨るパデューカ小都市圏に属している。

## 歴史
マサック郡となった地域にヨーロッパ人が入ってくる以前、数千年前からインディアンの様々な文化が続いていた。最も複雑で最後のものはミシシッピ文化であり、キンケイド遺跡に複雑なマウンドや広場を建設した。そこは現在アメリカ合衆国国定歴史建造物に指定されている。インディアンはヨーロッパ人が入ってくる数世紀前の1500年頃にそこを放棄した。
この地域はフランス人探検家達が領有権を主張したイリノイ郡の一部であり、あまり開拓は行われず、フランス人の植民地集落はミシシッピ川近くにあった。フランスがイギリスに対抗したフレンチ・インディアン戦争のときの1757年にここに砦を築いた。砦は、フランスの海軍大臣マシアック侯爵クロード・ルイ・デスピンシャルに因んでマサック砦と名付けられた。マシアックはフランスのカンタル県にある町だった。アメリカ独立戦争の後でヨーロッパ系アメリカ人が入植してきたが、マサック郡が正式に組織化されたのは1843年のことであり、ジョンソン郡とポープ郡の一部を合わせて作られた。19世紀半ばの1848年革命後、アメリカ合衆国中西部には大挙してドイツからの移民が移ってきた。今日ドイツ人の子孫を申告する者は郡人口の3分の1に近い。

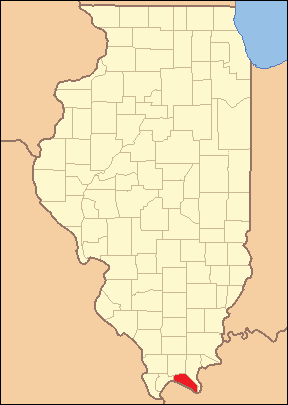
1843年創設時の郡領域、現在まで変わっていない

## 地理
アメリカ合衆国国勢調査局に拠れば、郡域全面積は241.81平方マイル (626.3 km2)であり、このうち陸地237.22平方マイル (614.4 km2)、水域は4.60平方マイル (11.9 km2)で水域率は1.90％である。

### 主要高規格道路
- 州間高速道路24号線
- アメリカ国道45号線
- イリノイ州道169号線
- 州間高速道路57号線

### 隣接する郡
- ポープ郡 - 北
- リビングストン郡 (ケンタッキー州) - 東
- マクラッケン郡 (ケンタッキー州) - 南
- プラスキ郡 - 西
- ジョンソン郡 - 北西

### 国立保護地域
- ショーニー国立の森（部分）

## 気候と気象
近年、郡庁所在地であるメトロポリス市の平均気温は1月の25°F (-4 ℃) から7月の90°F (32 ℃) まで変化している。過去最低気温は1984年1月に記録された-21°F (-29 ℃) であり、過去最高気温は1999年7月に記録された105°F (41 ℃) である。月間降水量は8月の3.00インチ (76 mm) から5月の4.76インチ (121 mm) まで変化している。

## 人口動態

### 2010年国勢調査
人種別人口構成
- 白人: 91.0%
- アフリカン・アメリカン: 5.9%
- ネイティブ・アメリカン: 0.4%
- アジア人: 0.3%
- 太平洋諸島系: 0.0%
- その他の人種: 0.4%
- 混血: 2.0%
- ヒスパニック・ラテン系: 1.9%

### 2000年国勢調査
以下は2000年国勢調査による人口統計データである。
| 基礎データ - 人口: 15,161人 - 世帯数: 6,2615 世帯 - 家族数: 4,320 家族 - 人口密度: 24人/km2（63人/mi2） - 住居数: 6,951軒 - 住居密度: 11軒/km2（29軒/mi2） 人種別人口構成 - 白人: 92.57% - アフリカン・アメリカン: 5.48% - ネイティブ・アメリカン: 0.20% - アジア人: 0.26% - その他の人種: 0.33% - 混血: 1.16% - ヒスパニック・ラテン系: 0.81% 先祖による構成 - ドイツ系：26.9％ - アメリカ人：19.3％ - イギリス系：12.2％ - アイルランド系：10.1％ | 年齢別人口構成 - 18歳未満: 23.0% - 18-24歳: 7.9% - 25-44歳: 27.5% - 45-64歳: 23.8% - 65歳以上: 17.8% - 年齢の中央値: 40歳 - 性比（女性100人あたり男性の人口） - 総人口: 91.7 - 18歳以上:87.9 世帯と家族（対世帯数） - 18歳未満の子供がいる: 29.9% - 結婚・同居している夫婦: 55.5% - 未婚・離婚・死別女性が世帯主: 10.0% - 非家族世帯: 31.0% - 単身世帯: 28.0% - 65歳以上の老人1人暮らし: 14.1% - 平均構成人数 - 世帯: 2.37人 - 家族: 2.88人 収入と家計 - 収入の中央値 - 世帯: 31,498米ドル - 家族: 39,068米ドル - 性別 - 男性: 32,793米ドル - 女性: 20,399米ドル - 人口1人あたり収入: 16,334米ドル - 貧困線以下 - 対人口: 13.5% - 対家族数: 10.4% - 18歳未満: 16.4% - 65歳以上: 14.1% |

## 都市と町
- メトロポリス - 郡庁所在地
- ブルックポート
- ジョッパ

## 未編入の町
- バーガービル
- ニューリバティ
- ラウンドノブ
- シャディグローブ
- ユニオンビル